# Enantidromija
Enantidromija (od starogrčkog ἐναντιοδρομία, sastavljeno od enantios, suprotno i dromos, prelazak, trka) znači "odlazak u suprotnost". Pojam se pojavljuje u Heraklitovoj filozofiji i obilježava oprečnu igru zbivanja, to jest shvaćanje da sve što biva prelazi u svoju suprotnost.
Heraklitovi tumači kažu: 
| „                                                            | Od živoga postaje mrtvo, a od staroga mlado, od budnoga spavaćivo, a od spavaćivog budno, struja stvaranja i propadanja nikada ne prestaje | ” |
| — Eduard Zeller, Die Phil. der Griechen, II Auflage, I, 456. | |   |

| „                                          | Jer podizanje i razaranje, razaranje i podizanje, to je norma koja vlada nad svim krugovima života prirode, nad najmanjima i nad najvećima. Čak i sam svemir, kao što je iz pravatre proizašao, vratiće se ponovo u nju – dvostruki proces, koji se odigrava u odmjerenim rokovima, iako su ovi u isto vrijeme golemi vremenski razmaci, uvijek će se ponovo odigravati | ” |
| — Theodor Gomperz, Griechen Denker. I, 53. | |   |

Sam Heraklit kaže: 
| „ | I priroda teži ka suprotnome, i iz ovoga, a ne iz istoga, rađa sklad | ” |
|   |                                                                      |   |

## U psihologiji
U psihološkoj primjeni enantidromija označava pojavljivanje nesvjesne suprotnosti. Taj fenomen karakterističan je svugdje gdje ekstremno jednostrani pravac vlada svjesnim životom, s vremenom se izgrađuje nesvjesna oprečna pozicija koja na kraju dovodi do prekida svjesnog pravca.
Dobri primjeri enantidromije su preobraćenje svetog Pavla, odnosno njegov prelazak od progonitelja do učitelja kršćanstva, identifikacija oboljelog Nietzschea s Kristom ili preobražaj Swedenborga iz naučnika u proroka.